# Minkowski–Hajós-tétel
Ennek a sejtésnek számos egymással ekvivalens formája van:
1. Ha az n dimenziós teret egységkockákkal rácsszerűen fedjük le, akkor van két kocka, amelyek egy teljes n-1 dimenziós lap mentén csatlakoznak. (Rácsszerű lefedés esetén a középpontok rácsot alkotnak, ahol rács n lineárisan független {\displaystyle v_{1},\dots ,v_{n}} vektor esetén az összes {\displaystyle k_{1}v_{1}+\cdots +k_{n}v_{n}} alakú összeg, ahol k1,…,kn egész számok.)
2. Ha A olyan n-szer n-es mátrix, amelynek a determinánsa 1 és nincs csupa egészből álló oszlopa, akkor van olyan egészekből, de nem kizárólag nullákból álló x oszlopvektor, hogy az Ax oszlopvektor minden koordinátája 1-nél kisebb.
3. Ha a G véges Abel-csoport minden eleme pontosan egyszer szerepel az {\displaystyle A_{1}\times \cdots \times A_{s}} Descartes-szorzatban, ahol minden tényező {\displaystyle \{1,\dots ,x^{n}\}} alakú halmaz, akkor legalább az egyik tényező csoport.
Minkowski 1896-ban az 1. formát n≤3-ra igazolta, az általános esetet egy későbbi, valójában soha nem publikált cikkben ígérte. Így kapta az állítás a Minkowski-sejtés nevet. Ezt Jansen, Schmidt, Keller és Perron egészen az az n=9 esetig igazolta.
A problémát végül is Hajós György 1941-ben, harmadik formájában, csoportgyűrűket alkalmazó módszerekkel igazolta.